# Suchindoł (gmina)
Suchindoł (bułg. Община Сухиндол) – gmina w północnej Bułgarii, w obwodzie Wielkie Tyrnowo.

## Miejscowości
Miejscowości wchodzące w skład gminy Suchindoł:
- Bjała reka (bułg.: Бяла река),
- Gorsko Kaługerowo (bułg.: Горско Калугерово),
- Gorsko Kosowo (bułg.: Горско Косово),
- Koewci (bułg.: Коевци),
- Krasno gradiszte (bułg.: Красно градище),
- Suchindoł (bułg.: Сухиндол) − siedziba gminy.